# Nemzetközi Macskanap
A Nemzetközi Macskanap egy ünnep, melyet minden év augusztus 8-án ünnepelnek meg. Az International Fund for Animal Welfare hozta létre 2002-ben.
Oroszországban március 1-jén ülik saját ünnepüket, a Nemzeti Macskanapot, ahogy az Egyesült Államoknak is a Nemzetközi Macskanap mellett van saját Nemzeti Macskanapja október 29-én. Február 22-én szintén van egy nemhivatalos macskanap, amely Japánból indult, és világszerte terjed.
A Nemzetközi Macskanap 2020-tól átkerült az International Cat Care nevű brit nonprofit szervezet égisze alá, amely 1958 óta létezik, és célja a házi macskák egészségének és jólétének biztosítása.

## Fordítás
- Ez a szócikk részben vagy egészben  az   International Cat Day című angol Wikipédia-szócikk ezen változatának fordításán alapul.  Az eredeti cikk szerkesztőit annak laptörténete sorolja fel. Ez a jelzés csupán a megfogalmazás eredetét és a szerzői jogokat jelzi, nem szolgál a cikkben szereplő információk forrásmegjelöléseként.